# USA:s folkräkning 1980
USA:s folkräkning 1980 (engelska: 1980 United States census) var den tjugonde folkräkningen i USA:s historia. Folkräkningen registrerade 226 545 805 invånare.